# Emil Johannes Guttzeit

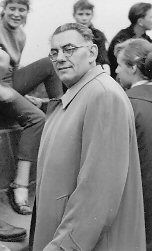
E. J. Guttzeit während einer Klassenfahrt 1957

Emil Johannes Guttzeit (* 1. März 1898 in Königsberg; † 18. Mai 1984 in Bad Ems) war ein deutscher Schullehrer, Autor und Heimatforscher, der in Ostpreußen und in Diepholz (Niedersachsen) gelebt und gearbeitet hat. Sein Schwerpunkt waren Veröffentlichungen zu ostpreußischen und zu Diepholzer Themen. Guttzeit ist Ehrenbürger der Stadt Diepholz.

## Leben
Nach dem Schulbesuch 1904 bis 1914 in Königsberg ließ sich Emil Johannes Guttzeit von 1914 bis 1917 zum Lehrer an der Präparande in Königsberg und am Lehrerseminar in Pr. Eylau ausbilden. Von 1917 bis 1918 war er Soldat im Ersten Weltkrieg. Anschließend war er von 1919 bis 1940 als Lehrer an verschiedenen Schulen im Kreis Heiligenbeil tätig. 1933 legte er in Königsberg seine Mittelschullehrerprüfung in den Fächern Geschichte und Erdkunde ab.
Von 1940 bis 1944 war er Soldat (als Heeresoberfachschullehrer und als Frontsoldat) im Zweiten Weltkrieg und anschließend in britischer Gefangenschaft. Danach war er zwischenzeitlich Bauhilfsarbeiter in Osnabrück.
Ab 1946 konnte Guttzeit wieder in seinem erlernten Beruf als Mittelschullehrer arbeiten – zunächst in Buchholz bei Hamburg und ab 1947 an der Mittelschule in Diepholz. Dort wurde er 1959 zum Mittelschulkonrektor ernannt. 1963 ging Guttzeit als Lehrer in den Ruhestand und konnte sich nun verstärkt seinen historischen Studien und Veröffentlichungen widmen.
Bereits als junger Lehrer mit 24 Jahren hatte Guttzeit begonnen, genealogische und heimatkundliche Studien zu betreiben, Flurnamen und Sagen zu sammeln. Dabei arbeitete er in verschiedenen Archiven, so auch regelmäßig im Königsberger Staatsarchiv.

## Schriften

### Erzählungen
- Se schuwt datt Brotke im Oawe zinn.[1]

### Veröffentlichungen über den Diepholzer Raum
- Diepholz und seine Straßen. Diepholz/Hannover 1954
- Von der Burgkapelle zur St. Michaeliskirche in Diepholz. Ein geschichtlicher Rückblick auf die Gotteshäuser der evang.-luther. Kirchengemeinde Diepholz. Diepholz 1963
- Das erste Jahrhundert. Die hundertjährige Geschichte einer Sparkasse im Spiegel der Zeit. 1. April 1865 – 1. April 1965. Diepholz 1965
- (Bearb./Hrsg.) zusammen mit Herbert Major: Das Bürgerbuch der Stadt Diepholz 1788–1851. Diepholz 1979
- Geschichte der Stadt Diepholz. 1. Teil (Hrsg.: Stadt Diepholz), Diepholz 1982

### Veröffentlichungen über den Landkreis Heiligenbeil in Ostpreußen
- Die Ordensburg Balga. Heiligenbeil 1925.
- Die Kirche in Bladiau und ihre familiengeschichtlichen Denkmäler. Heiligenbeil 1930.
- 600 Jahre Grunau, Kreis Heiligenbeil. Heiligenbeil 1931.
- 600 Jahre Hohenfürst. Heiligenbeil 1932.
- Volkstümliche Sagen aus unserer natangischen Heimat. Gesammelt und herausgegeben für die Jugend. Heiligenbeil 1934.
- 700 Jahre Balga. Heiligenbeil 1939.
- Heiligenbeil und sein Bürgerbuch von 1770–1918. Königsberg 1939.
- 100 Jahre Kreissparkasse Heiligenbeil. Geschichtlicher Rückblick auf Gründung und Entwicklung der Sparkasse des Kreises Heiligenbeil. Heiligenbeil 1942.
- Jäcknitz: Rosen und Woyditten. Die Geschichte eines ostpreußischen Ritterguts. Kiel 1957.
- Der Kreis Johannisburg. Ein ostpreußisches Heimatbuch. Würzburg 1964.
- Das Bürgerbuch der Stadt Heiligenbeil von 1770–1918. Hamburg 1969.
- Ostpreußen in 1440 Bildern. Geschichtliche Darstellungen. Leer 1972, 1973, 1976, 1984, Rheda-Wiedenbrück/Gütersloh 2001, Würzburg 2001, Augsburg 2006.
- Der Kreis Heiligenbeil. Ein ostpreußisches Heimatbuch. (Hrsg.: Kreisgemeinschaft Heiligenbeil), Leer 1975.
- Natangen. Landschaft und Geschichte. Marburg/Lahn 1977.
- Ostpreußische Städtewappen. (Hrsg.: Landsmannschaft Ostpreußen, Abt. Kultur), Waiblingen 1981.

Daneben entstanden sowohl über Ostpreußen als auch über Diepholz eine Vielzahl (mehrere hundert) von größeren und kleineren Arbeiten in Zeitungen und Zeitschriften, Kalendern und Adressbüchern usw.

## Auszeichnungen
- 1971 Verleihung der Goldenen Ehrennadel der Landsmannschaft Ostpreußen
- 1977 Verleihung des Bundesverdienstkreuzes am Bande („ ... in Anerkennung der um Volk und Staat erworbenen besonderen Verdienste“)
- 1983 Ehrenbürgerrecht der Stadt Diepholz („ ... hat sich als Stadtarchivar um die heimatgeschichtliche Erforschung unseres Raumes und als Verfasser der ersten zusammenhängenden Darstellung der Geschichte der Stadt Diepholz besonders verdient gemacht“)
- 1983 Verleihung der Königsberger Bürgermedaille durch die Stadtgemeinschaft Königsberg Pr. („in dankbarer Würdigung seiner Verdienste als ostpreußischer Chronist und langjähriger Herausgeber des Kalenders ‚Der redliche Ostpreuße‘“)